# Paróquias da diocese de Santo André
Esta é uma lista de paróquias da diocese de Santo André, uma circunscrição territorial da Igreja Católica no estado de São Paulo, Brasil. 
A diocese é dividida em dez regiões pastorais (Santo André Centro, Santo André Leste, Santo André Utinga, São Bernardo do Campo Centro, São Bernardo do Campo Rudge Ramos, São Bernardo do Campo Anchieta, São Caetano do Sul, Diadema, Mauá e, Ribeirão Pires e Rio Grande da Serra), totalizando 104 paróquias e 02 quase-paróquias <ref>Fonte: <Anuário Diocesano 2020>e cerca de 164 padres (entre seculares e religiosos) e 29 diáconos permanentes. 
| Região pastoral                      | Paróquia                           | Ano de Ereção | Observações                                                                                              |
| ------------------------------------ | ---------------------------------- | ------------- | --- |
| Santo André Centro                   | Nossa Senhora do Carmo             | 1940          | Catedral Diocesana                                                                                       |
| Santo André Centro                   | Santo André                        | 1911          | à cura da Congregação dos Missionários de São Carlos (CS)                                                |
| Santo André Centro                   | Santo Antônio                      | 1942          | à cura da Ordem dos Frades Menores Capuchinhos (OFMCap)                                                  |
| Santo André Centro                   | São José Operário                  | 1953          | |
| Santo André Centro                   | São Judas Tadeu                    | 1956          | |
| Santo André Centro                   | Santa Luzia e São Carlos Borromeu  | 1960          | |
| Santo André Centro                   | Jesus Bom Pastor                   | 1962          | |
| Santo André Centro                   | Nossa Senhora das Dores            | 1962          | |
| Santo André Centro                   | Sagrado Coração de Jesus           | 1962          | |
| Santo André Centro                   | Nossa Senhora do Paraíso           | 1965          | |
| Santo André Centro                   | Nossa Senhora de Fátima            | 1968          | |
| Santo André Centro                   | Santa Rita de Cássia               | 1968          | |
| Santo André Centro                   | São Miguel                         | 1969          | paróquia pessoal da colônia alemã                                                                        |
| Santo André Leste                    | Nossa Senhora das Graças           | 1955          | |
| Santo André Leste                    | Santa Joana D'Arc                  | 1956          | |
| Santo André Leste                    | Santa Cruz                         | 1961          | |
| Santo André Leste                    | Nossa Senhora da Salette           | 1962          | |
| Santo André Leste                    | Cristo Operário                    | 1966          | |
| Santo André Leste                    | Nossa Senhora do Rosário           | 1966          | |
| Santo André Leste                    | São Geraldo Magella                | 1971          | |
| Santo André Leste                    | São Jorge                          | 1971          | |
| Santo André Leste                    | Nossa Senhora da Paz               | 1983          | |
| Santo André Leste                    | Mãe de Deus e dos Órfãos           | 1998          | à cura da Ordem dos Clérigos Regulares de Somasca (CRS)                                                  |
| Santo André Leste                    | Nossa Senhora de Guadalupe         | 2007          | |
| Santo André Utinga                   | Santa Teresinha                    | 1940          | |
| Santo André Utinga                   | Senhor do Bonfim                   | 1943          | à cura da Ordem dos Frades Menores Conventuais (OFMConv) / Santuário                                     |
| Santo André Utinga                   | Santa Maria Goretti                | 1952          | |
| Santo André Utinga                   | São Camilo de Léllis               | 1954          | |
| Santo André Utinga                   | Nossa Senhora do Bom Parto         | 1959          | |
| Santo André Utinga                   | Santo Antônio                      | 1959          | |
| Santo André Utinga                   | Nossa Senhora de Fátima            | 1960          | |
| Santo André Utinga                   | Nossa Senhora Aparecida            | 1962          | à cura da Ordem dos Frades Menores Conventuais (OFMConv)                                                 |
| Santo André Utinga                   | São João Batista                   | 1965          | |
| Santo André Utinga                   | Nossa Senhora Auxiliadora          | 1968          | |
| Santo André Utinga                   | Santa Gemma Galgani                | 1970          | à cura da Ordem dos Frades Menores Conventuais (OFMConv)                                                 |
| Santo André Utinga                   | Maria Imaculada                    | 2019          | à cura da Ordem dos Frades Menores Conventuais (OFMConv)                                                 |
| São Bernardo do Campo Centro         | Nossa Senhora da Boa Viagem        | 1812          | à cura da Congregação dos Missionários de São Carlos (CS) / Basílica Menor                               |
| São Bernardo do Campo Centro         | São José                           | 1955          | |
| São Bernardo do Campo Centro         | Santa Teresinha                    | 1968          | |
| São Bernardo do Campo Centro         | Nossa Senhora do Rosário de Fátima | 1975          | |
| São Bernardo do Campo Centro         | São Geraldo Magella                | 1979          | |
| São Bernardo do Campo Centro         | Jesus de Nazaré                    | 1982          | |
| São Bernardo do Campo Centro         | Santa Luzia e Santo Expedito       | 2000          | |
| São Bernardo do Campo Centro         | São Pedro e São Paulo Apóstolos    | 2008          | |
| São Bernardo do Campo Centro         | Nossa Senhora do Perpétuo Socorro  | 2015          | à cura da Associação Pública de Fiéis de Direito Pontifício Missionários da Imaculada Padre Kolbe (MIPK) |
| São Bernardo do Campo Centro         | Imaculada Conceição Aparecida      | 2019          | |
| São Bernardo do Campo Rudge Ramos    | São João Batista                   | 1953          | |
| São Bernardo do Campo Rudge Ramos    | Santíssima Virgem                  | 1960          | |
| São Bernardo do Campo Rudge Ramos    | Nossa Senhora de Fátima            | 1966          | |
| São Bernardo do Campo Rudge Ramos    | São Pedro Apóstolo                 | 1966          | |
| São Bernardo do Campo Rudge Ramos    | Santa Edwiges                      | 1967          | |
| São Bernardo do Campo Rudge Ramos    | São Judas Tadeu                    | 1969          | |
| São Bernardo do Campo Rudge Ramos    | Nossa Senhora Aparecida            | 1971          | Santuário                                                                                                |
| São Bernardo do Campo Rudge Ramos    | Menino Jesus                       | 2009          | |
| São Bernardo do Campo Anchieta       | Santa Maria                        | 1963          | |
| São Bernardo do Campo Anchieta       | Santo Antônio                      | 1999          | |
| São Bernardo do Campo Anchieta       | Nossa Senhora Aparecida            | 1982          | |
| São Bernardo do Campo Anchieta       | Nossa Senhora da Assunção          | 1956          | |
| São Bernardo do Campo Anchieta       | Nossa Senhora de Guadalupe         | 1993          | |
| São Bernardo do Campo Anchieta       | Santa Luzia                        | 2004          | |
| São Bernardo do Campo Anchieta       | Sagrada Família                    | 1998          | |
| São Bernardo do Campo Anchieta       | São Benedito                       | 2007          | |
| São Bernardo do Campo Anchieta       | São Maximiliano Maria Kolbe        | 2008          | à cura da Associação Pública de Fiéis de Direito Pontifício Missionários da Imaculada Padre Kolbe (MIPK) |
| São Bernardo do Campo Anchieta       | São João Batista                   | 1962          | à cura da Ordem dos Frades Menores Conventuais (OFMConv)                                                 |
| São Bernardo do Campo Anchieta       | Santa Luzia Virgem e Mártir        | 2018          | |
| São Caetano do Sul                   | Sagrada Família                    | 1924          | à cura da Congregação dos Sagrados Estigmas de Nosso Senhor Jesus Cristo (CSS)                           |
| São Caetano do Sul                   | Nossa Senhora da Candelária        | 1953          | |
| São Caetano do Sul                   | São Caetano de Thiene              | 1953          | à cura da Congregação dos Sagrados Estigmas de Nosso Senhor Jesus Cristo (CSS)                           |
| São Caetano do Sul                   | Nossa Senhora da Prosperidade      | 1954          | |
| São Caetano do Sul                   | Nossa Senhora Aparecida            | 1955          | |
| São Caetano do Sul                   | Nossa Senhora das Graças           | 1955          | |
| São Caetano do Sul                   | Sagrado Coração de Jesus           | 1955          | |
| São Caetano do Sul                   | São João Batista                   | 1959          | |
| São Caetano do Sul                   | São Francisco de Assis             | 1960          | |
| São Caetano do Sul                   | São Bento                          | 1966          | |
| São Caetano do Sul                   | Santo Antônio                      | 1974          | |
| Diadema                              | Imaculada Conceição                | 1953          | |
| Diadema                              | Senhor Bom Jesus                   | 1958          | |
| Diadema                              | Santa Rita de Cássia               | 1959          | |
| Diadema                              | Nossa Senhora dos Navegantes       | 1974          | |
| Diadema                              | Nossa Senhora das Graças           | 1979          | |
| Diadema                              | Menino Jesus                       | 1987          | |
| Diadema                              | Maria Mãe dos Pobres               | 1997          | |
| Diadema                              | Santo Arnaldo Janssen              | 2005          | à cura da Sociedade dos Missionários do Verbo Divino (SVD)                                               |
| Diadema                              | Cristo Rei                         | 2007          | |
| Mauá                                 | Imaculada Conceição                | 1954          | |
| Mauá                                 | São Paulo Apóstolo                 | 1962          | |
| Mauá                                 | São Pedro Apóstolo                 | 1962          | à cura da Congregação dos Religiosos de Nossa Senhora de Sion (NDS)                                      |
| Mauá                                 | Nossa Senhora das Vitórias         | 1965          | |
| Mauá                                 | São Vicente de Paulo               | 1969          | |
| Mauá                                 | Nossa Senhora de Lourdes           | 1974          | |
| Mauá                                 | São Filipe Apóstolo                | 1975          | |
| Mauá                                 | São João Batista                   | 1998          | |
| Mauá                                 | São José                           | 1998          | |
| Mauá                                 | Nossa Senhora Aparecida            | 2001          | à cura da Congregação do Santíssimo Redentor (CSsR)                                                      |
| Mauá                                 | São Luiz Gonzaga                   | 2009          | à cura da Congregação dos Oblatos de Maria Imaculada (OMI)                                               |
| Mauá                                 | São José Operário                  | 2016          | |
| Mauá                                 | Jesus Bom Pastor                   | 2017          | |
| Ribeirão Pires e Rio Grande da Serra | São José                           | 1911          | à cura da Congregação dos Missionários de São Carlos (CS)                                                |
| Ribeirão Pires e Rio Grande da Serra | Senhor Bom Jesus                   | 1956          | |
| Ribeirão Pires e Rio Grande da Serra | São Sebastião                      | 1960          | |
| Ribeirão Pires e Rio Grande da Serra | Sant'Ana                           | 1966          | |
| Ribeirão Pires e Rio Grande da Serra | Santa Luzia                        | 1999          | |
| Ribeirão Pires e Rio Grande da Serra | São Judas Tadeu                    | 2008          | à cura da Associação Pública de Fiéis de Direito Pontifício Missionários da Imaculada Padre Kolbe (MIPK) |

Demais Igrejas não constituídas como Paróquias:
| Região Pastoral                      | Nome                    | Observações    |
| ------------------------------------ | ----------------------- | -------------- |
| Diadema                              | Nossa Senhora Aparecida | Quase-Paróquia |
| Ribeirão Pires e Rio Grande da Serra | Nossa Senhora de Fátima | Quase-Paróquia |